# Dolicheremaeus tricornutus
Dolicheremaeus tricornutus är en kvalsterart som beskrevs av Sandór Mahunka 1982. Dolicheremaeus tricornutus ingår i släktet Dolicheremaeus och familjen Tetracondylidae. Inga underarter finns listade i Catalogue of Life.